# Argiope flavipalpis
Espèce
Synonymes
- Epeira flavipalpis Lucas, 1858
- Argiope cuspidata Thorell, 1859
- Argiope pechuelii Karsch, 1879
- Argiope pechueli preussi Strand, 1906

Argiope flavipalpis est une espèce d'araignées aranéomorphes de la famille des Araneidae.

## Distribution
Cette espèce se rencontre en Afrique et au Yémen.
Elle a été observée en Gambie, en Guinée, au Ghana, en Côte d'Ivoire, au Nigeria, au Cameroun, en Guinée équatoriale, à Sao Tomé-et-Principe, au Gabon, en République démocratique du Congo, au Soudan, en Ouganda, au Kenya, au Rwanda, en Tanzanie et en Afrique du Sud.

## Habitat
Argiope flavipalpis occupe les forêts mais elle peut être présente dans les espaces cultivés comme les plantations d'avocatiers.

## Description

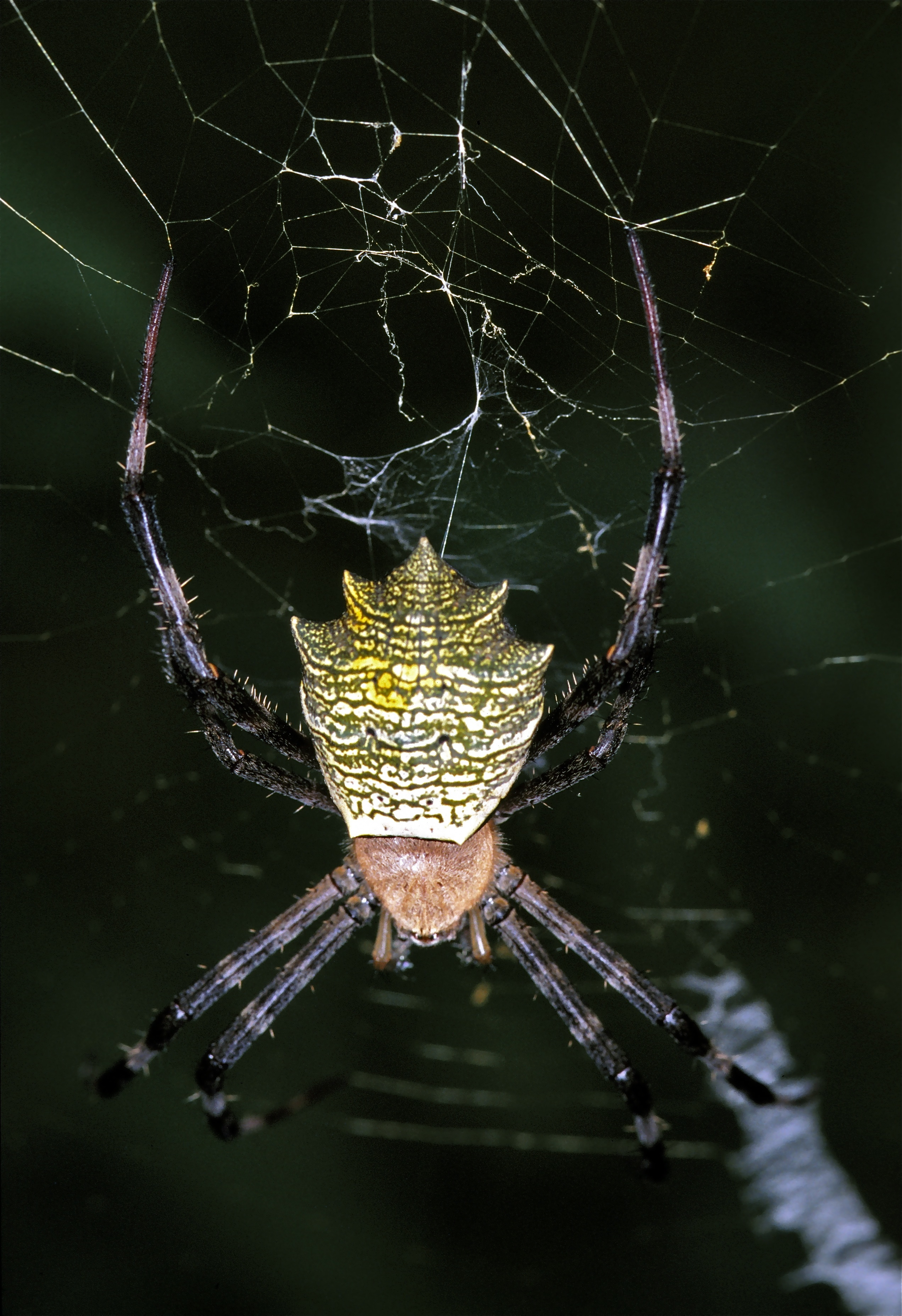
Argiope flavipalpis ♀ (parc national de Korup, Cameroun)

Cette Argiope est caractérisée par une femelle possédant un abdomen présentant des tubercules latéraux pointus ainsi qu'une bande
noire sur la partie terminale de sa face antérieure.
Il existe un dimorphisme sexuel important relatif à la taille chez cette espèce qui présente un mâle bien plus petit que la femelle. La taille moyenne du mâle est de 3,6 mm et celle de la femelle de 16,1 mm.

### Femelle
Le céphalothorax est étroit et tronqué vers la partie antérieure, plus large et arrondi sur les côtés et couvert de poils courts serrés gris cendré à fauve clair.
Les yeux sont noirs entourés de roux.
Les mandibules, d'un brun rougeâtre brillant, sont allongées et arrondies, plus larges à leur base et lisses.
Les crochets, brun rougeâtre brillant, sont peu allongés et en forme de croissant.
Les palpes, d'un jaune orangé, sont grêles et allongés. Ils sont recouverts de poils fauves et les deux derniers articles sont munis d'épines noires foncées allongées.
Les pattes, noires et annelées de gris cendré, sont grêles et très allongées, avec par ordre de taille décroissante la seconde paire, la première paire, la quatrième paire et la troisième. La variation de la taille des pattes n'est pas nécessairement très marquée pour les trois plus grandes paires qui mesurent de l'ordre de 30 mm mais est plus visible pour la troisième paire qui mesure de l'ordre de 17 mm. La couleur des pattes peut varier et elles peuvent présenter une teinte brun foncé uniforme.
L'abdomen, jaune pâle, est beaucoup plus allongé et plus large que le céphalothorax. Il est recouvert de poils d'un gris cendré clair et est traversé par moins d'une dizaine de fines lignes légèrement ondulées brun foncé. Sa partie antérieure est bordée de brun et est surmontée de deux tubercules auxquels s'ajoutent deux tubercules sur les côtés latéraux et un unique tubercule bien plus grand et plus saillant que les deux autres qui termine la partie postérieure. Le dessous est jaune orné de bandes brun foncé longitudinales et transversales. Les filières sont saillantes et brun foncé.
Des cas de mélanisme peuvent être observés.

## Espèce similaire
La forme et les couleurs de l'abdomen de la femelle Argiope flavipalpis permettent de la distinguer des autres espèces du genre Argiope à l'exception de l'espèce Argiope levii dont elle ne se distingue que par l'examen des pièces génitales (profondeur de l'atrium et forme de l'ambolus).

## Toile

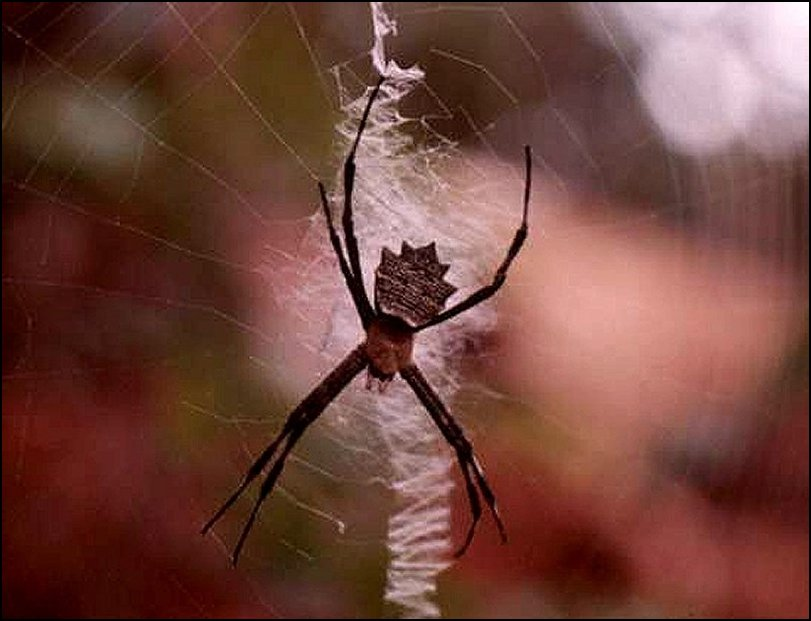
Argiope flavipalpis femelle (vue dorsale) sur sa toile à grand stabilimentum. Forêt primaire du sud-Cameroun. D'après une diapositive des années 70.

Argiope flavipalpis construit une toile qui comporte généralement un stabilimentum,. Ce dernier est diamétral et en large ruban. 

## Systématique et taxinomie
Cette espèce a été décrite sous le protonyme Epeira flavipalpis par Lucas en 1858.

## Publication originale
- Lucas, 1858 : Aptères. Voyage au Gabon: histoire naturelle des insectes et des arachnides recueillis pendant un voyage fait au Gabon en 1856 et en 1857. Archives entomologiques Thomson, vol. 2, p. 373-445 (Texte intégral).